# Memoria Racetrack
La memoria Racetrack è un tipo di memoria non volatile in fase di sperimentazione presso l'Almaden Research Center dell'IBM. Lo sviluppo è affidato a un team guidato da Stuart Parkin. La memoria utilizza una corrente elettrica spin-polarizzata per muovere dei domini magnetici attraverso un filo di permalloy della lunghezza di circa 200 nm e uno spessore di 100 nm. Mentre la corrente attraversa il filo, i domini magnetici passano attraverso le testine di lettura/scrittura posizionate vicino al filo, che alterano i domini per registrare sequenze di bit. Una memoria racetrack è composta da molti moduli composti da filo e testina.
Nel 2008 ne è stata presentata una versione a 3 bit. Se lo sviluppo procederà con successo, le racetrack saranno in grado di offrire una densità maggiore rispetto ai dispositivi a stato solido, come le memorie flash o gli hard disk utilizzati attualmente, ma anche maggiori prestazioni durante le operazioni di lettura/scrittura. La racetrack è un esempio di tecnologia che in futuro potrebbe essere adottato universalmente.